# Kempynus kimminsi
Kempynus kimminsi är en insektsart som beskrevs av Tim R. New 1983. Kempynus kimminsi ingår i släktet Kempynus och familjen vattenrovsländor. Inga underarter finns listade i Catalogue of Life.